# Рабинович, Михаил Самуилович
Михаил Самуилович Рабино́вич (род. 3 января 1954, Харьков) — советский и украинский архитектор, Заслуженный архитектор Украины (2008), член-корреспондент Украинской академии архитектуры (2003). Главный архитектор Харьковской области (2010—2018).

## Биография
Михаил Самуилович Рабинович окончил Харьковский инженерно-строительный институт по специальности «Архитектура» в 1976 г.
С 1977 года работал в институте «Укргорстройпроект», с 1996 г. — КТМ «МИР», директор.
Автор ряда проектов крупных жилых и общественных зданий, комплексов, микрорайонов в городах Украины и России. Лауреат регионального рейтинга «Харьковчанин года», 2003 г. Отмечен медалью «Независимость Украины», 2004 г.‚ дипломом «Лидер строительства и архитектуры Украины», 2005 г.
Был главным архитектором харьковской области до конца 2018 года.

## Избранные реализованные проекты
- Реконструкции Харьковского академического русского драматического театра имени А. С. Пушкина;
- Жилой комплекс «Слободская усадьба» на ул. Данилевского, 26[4];
- Пиццерия в саду им. Шевченко.